# Léo Delibes
Clément Philbert Léo Delibes (født 21. februar 1836, død 16. januar 1891) var en fransk komponist.
Delibes debuterede som komponist som 19 årig med en operette.
Hans mest livskraftige sceneværk er balletten Coppélia; han har også skrevet operaen Lakmé med den kendte "Blomsterarie".